# Король планети Зима
«Король планети Зима» (англ. Winter's King) — коротка науково-фантастична повість американської письменниці  Урсули Ле Гуїн. Хронологічно є сиквелом роману «Ліва рука темряви», хоча написаний був раніше, в процесі роботи над світом твору. Розповідь входить в Хайнській цикл, а також до збірки «Дванадцять румбів вітру», виданій в 1975-му році. У першому виданні особисті займенники були чоловічими, у всіх наступних — жіночими.
Дія твору відбувається на вигаданій планеті Гетен, яку через холодний клімат також називають Зимою. Жителі планети Гетен —  двостатеві гуманоїди, більшу частину життя вони не володіють вираженими статевими ознаками і сексуально неактивні, однак в період так званого Кеммеріху, який триває 2-4 дні кожен місячний місяць, набувають чоловічі або жіночі ознаки. При цьому відмінності в зовнішності і психології гетеніанців з землянами не настільки істотні. За хронологією події оповідання мають місце приблизно через 200 років після закінчення подій роману «Ліва рука темряви». Планета Гетен увійшла до складу Ліги Світів, проте відносини гетеніанців з іншими представниками Ойкумени розвиваються не дуже благополучно.

## Персонажі
- Аргавен XVII — молодий король держави Кархайд, походив із династії Гарге, особистість настільки яскрава і щаслива, яка навряд чи народжувалися коли-небудь на цій планеті. Він був стрімкий, хоробрий, непередбачуваний, проте вельми розсудливий та завзятий у своїх намірах, а також воістину великодушний. Його батько, король Емран, був похмурим, неласкавою людиною, схильним до божевілля, як і половина королів Кархайда. Проблеми з психікою, правда, спровоковані змовниками, були і у Аргавена XVII.
- Ребад — один з найближчих людей в оточенні молодого короля, який мав на нього великий вплив. Він носив червоно-білий одяг, його обличчя виражало спокій і неправдиву турботу, голос був тихим і вкрадливим.
- Лорд Герер рем ір Верга — двоюрідний брат короля і його радник. Ребад змусив короля визнати Герера винним в зраді.  На вигляд ця людина була схожа на чорну кам'яну брилу, важку, грубо обтесану. Він завжди відрізнявся спокоєм, обережністю і розважливістю, а часом навіть жорстокістю . Для нього не було в житті іншої мети, крім вірного служіння улюбленому королю Аргавену. Він був уже немолодий, і ставився до юного короля, як до своєї дитини.
- Акст — повноважний посол Ойкумени на планеті Зима.
- Емран — єдиноутробна дитина короля Аргавена XVII, що став згодом правителем Кархайда. Емран був, так би мовити, батьком шістьох дітей, але сам не справляв на світ дитя, тобто законного спадкоємця.
- Пепенерер — портовий вартовий, який випадково виявив короля Аргавена в напівнепритомному стані після примусового прийому наркотиків.
- Гоуг рем ір Гоугремм — королівський лікар.
- Кер рем ір Керхедер — один з вірних Аргавену людей, що зустрів його після повернення на Гетен. Король пам'ятав його юним сором'язливим пажем і дізнався по висохлій руці.
- Горрсед — повноважний посол Ойкумени на планеті Гетен після Акста.
- Коргрі — особистий охоронець короля.
- Баннітх — палацовий вартовий, прислужував королю, коли той був ще дитиною. Зустрічав повернувшогося короля, будучи вже зморщеним і почорнілим від віку старим.

## Сюжет
Молодий король Кархайда, Аргавен XVII, схильний до нападів паніки і кошмарів, під час яких стає украй уразливим. Це не здається особливо дивним його придворним, так як половина королів Кархайда, в тому числі і батько нинішнього правителя, були божевільні. Аргавен потрапляє під вплив свого наближеного Ребада, який, користуючись нестабільним станом короля, змушує його віддавати нелогічні накази, наприклад, стріляти по натовпу незадоволених або звинуватити в зраді його кузена, лорда Герера. Ребад влаштовує викрадення короля, а через два тижні Аргавена випадково виявляють в Старій Гавані, в напівнепритомному стані і під впливом наркотиків. Лікарі, оглянувши його, прийшли до висновку, що його психіка піддавалася якомусь штучному впливу, і Аргавен звертається за допомогою до посланника Ойкумени на планеті Гетен, в надії, що представники більш розвинутої цивілізації допоможуть йому. Аргавен відрікається від престолу на користь свого маленького сина Емрана і їде на планету Оллюль. Подорож туди триває 24 роки для мешканців планет і кілька годин для самого Аргавена. Оллюльскі лікарі виліковують колишнього короля від нападів божевілля, які, як виявилося, викликалися кодовою фразою «Ваша Величносте, розкрита змова … готувався замах на ваше життя …», яку часто вимовляв Ребад. Аргавен надходить в ойкуменічну Вищу школу і отримує різнобічну освіту, дізнається багато нового і розширює свою свідомість. Через дванадцять років життя на Оллюль колишнього короля переконують повернутися на планету Гетен. Подорож туди триває ще 24 роки, в результаті чого Аргавен все ще молодий, а його син уже старий, до того ж призвів Кархайд в занепад і терор. З моменти від'їзду Аргавена пройшло 60 років, за цей час зв'язок між Гетен і Лігою Світів був майже перерваний і Кархайд виявився вкинутий в громадянську війну і глибоку кризу. Народ з радістю приймає Аргавена як свого справжнього короля. Його син Емран здійснює самогубство, і Аргавен XVII знову сідає на трон.